# 德寶灣
德寶灣（英語：Double Bay）位處澳洲悉尼商業中心區以東4（2.5英里），是傳統的豪宅區，自1980年代已經有「Double Bay, Double Pay」的說法（意思是：在德寶灣所有東西都要雙倍價錢）。德寶灣麗池酒店（2001年改名為史丹福酒店）是城中知名的酒店，曾經下榻的名人包括戴安娜王妃、前美國總統比爾·克林頓、麥當娜、艾爾頓·約翰、INXS主音Michael Hutchence等。

## 圖片集

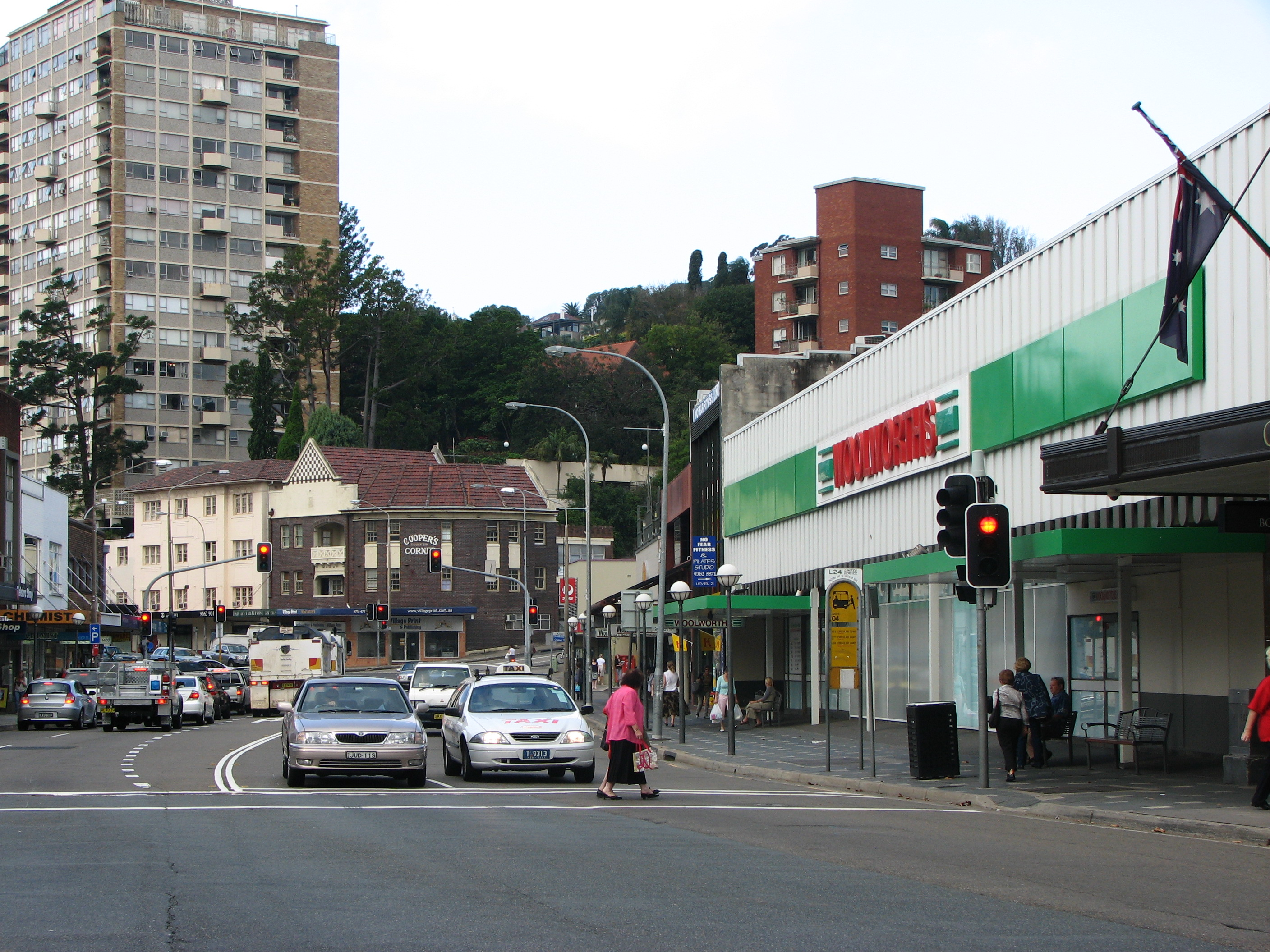
新南頭路德寶灣段
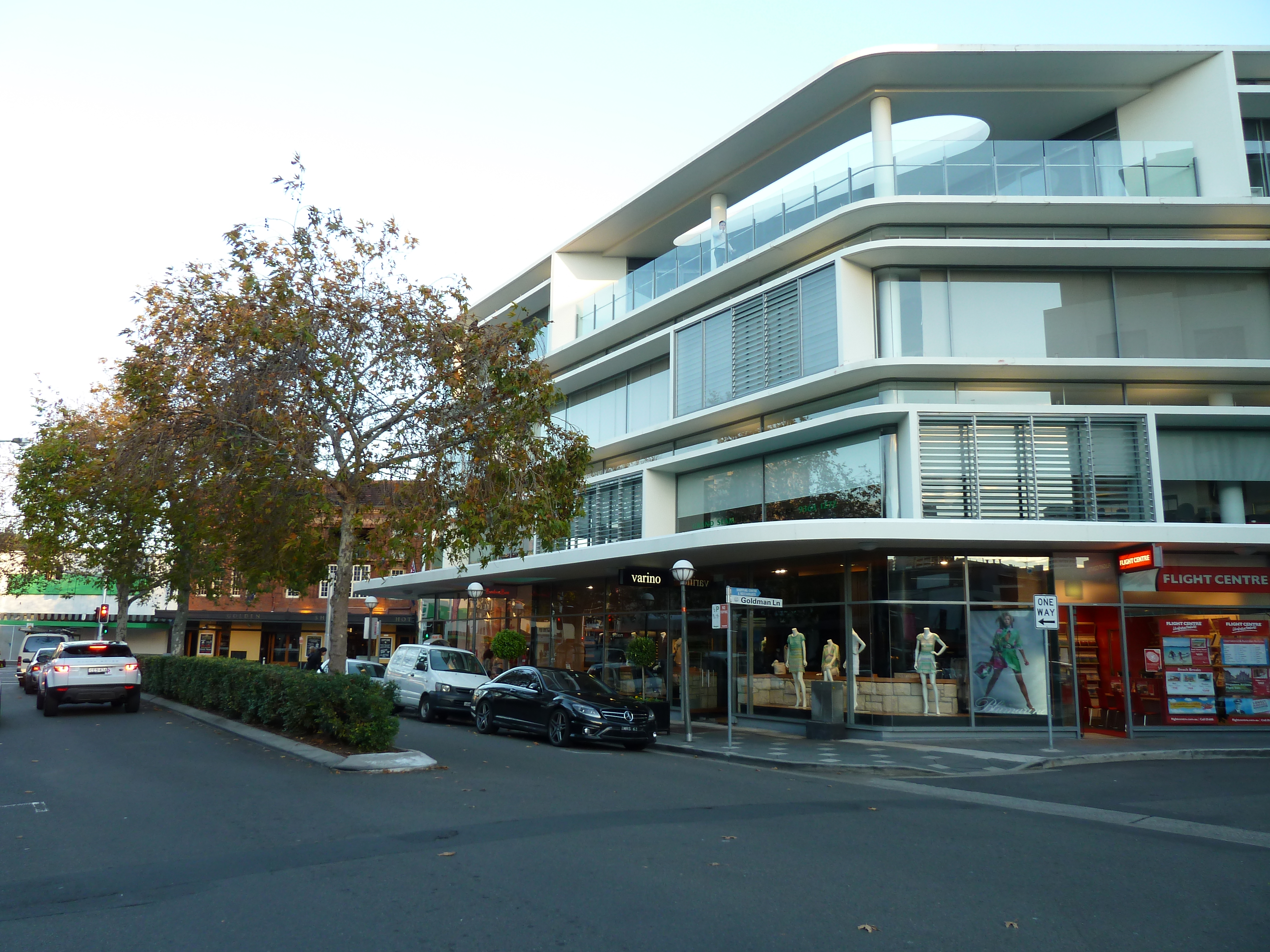
諾克斯街
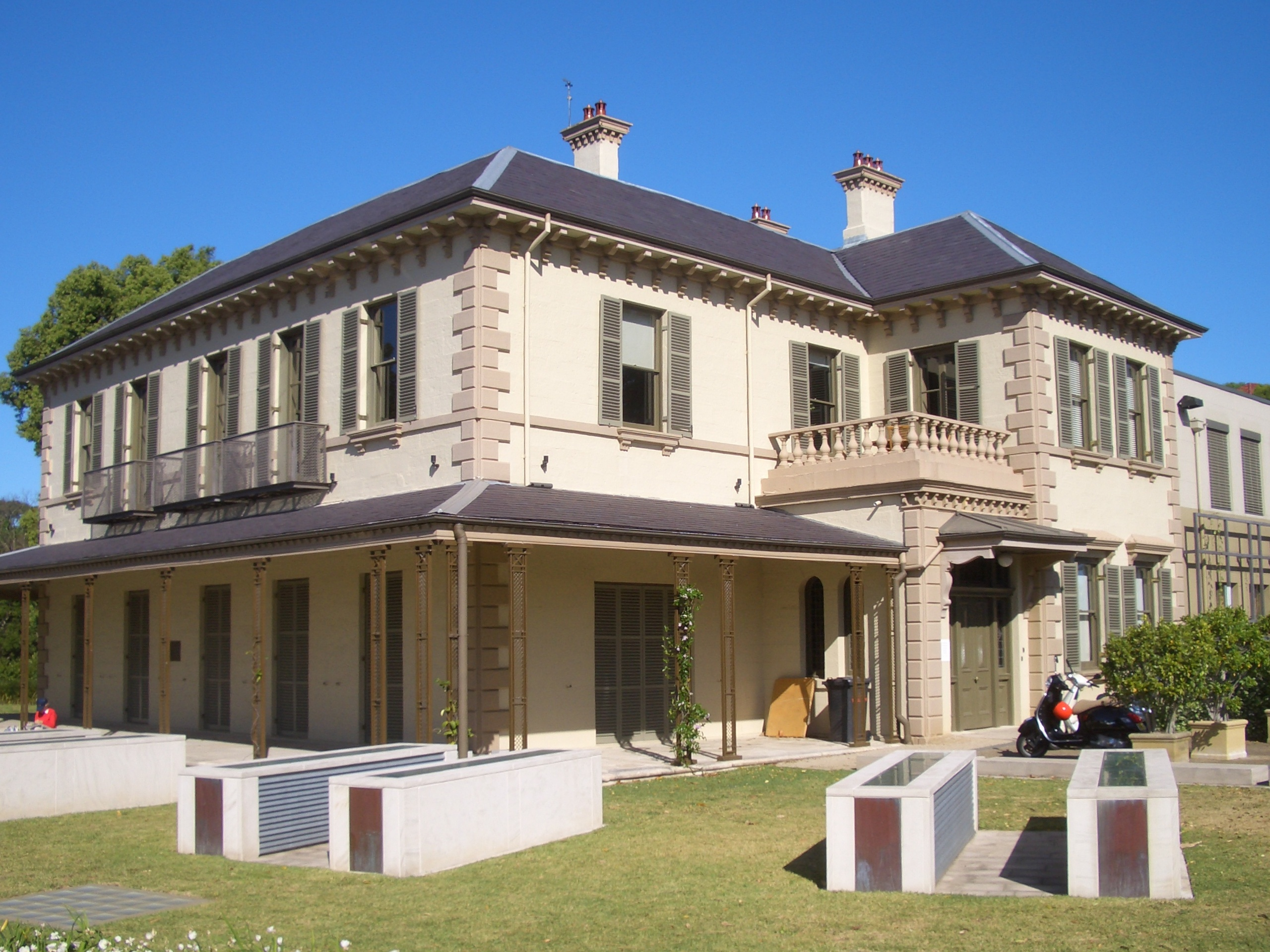
胡拉勒自治市市政廳
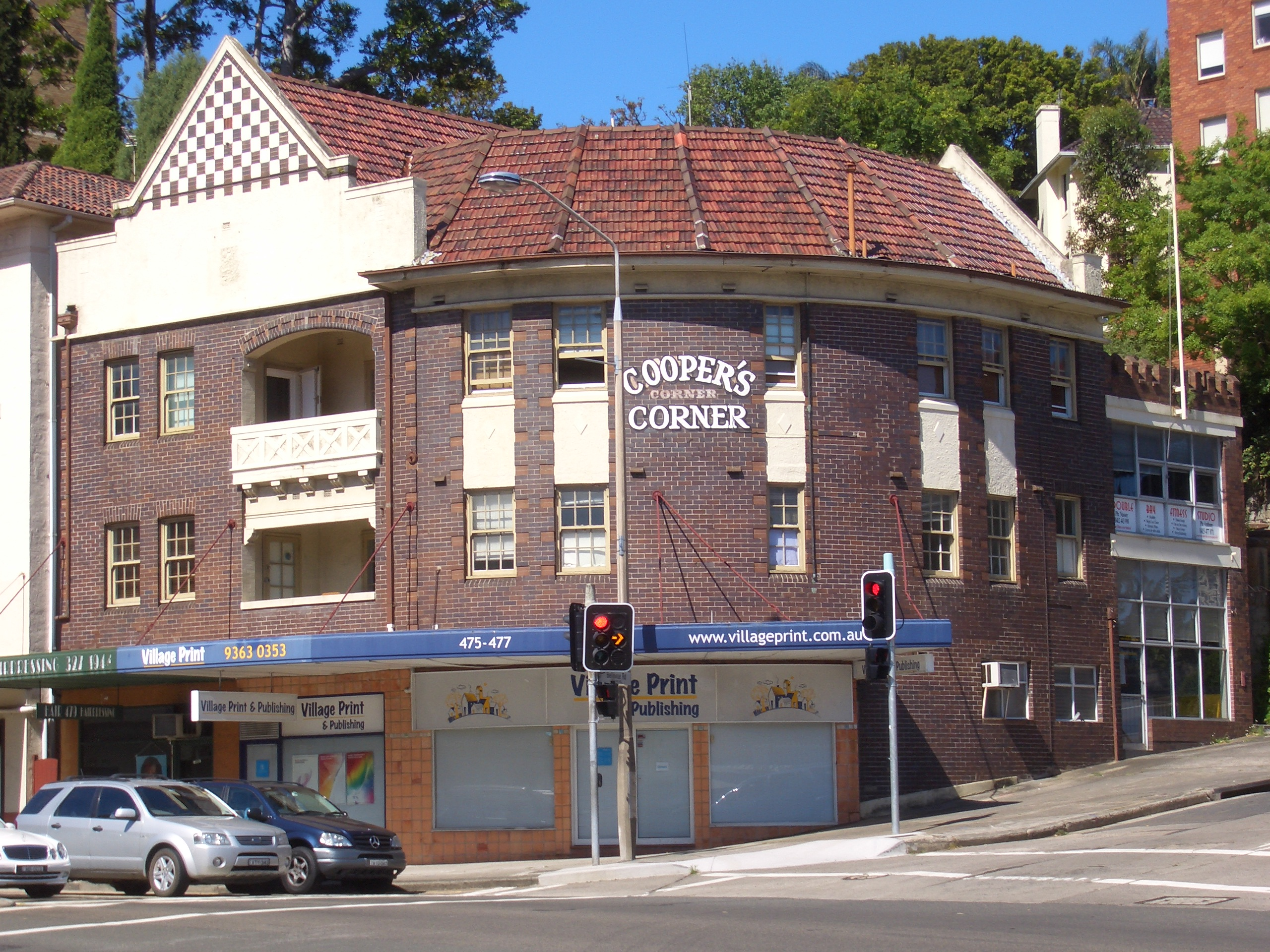
庫珀角
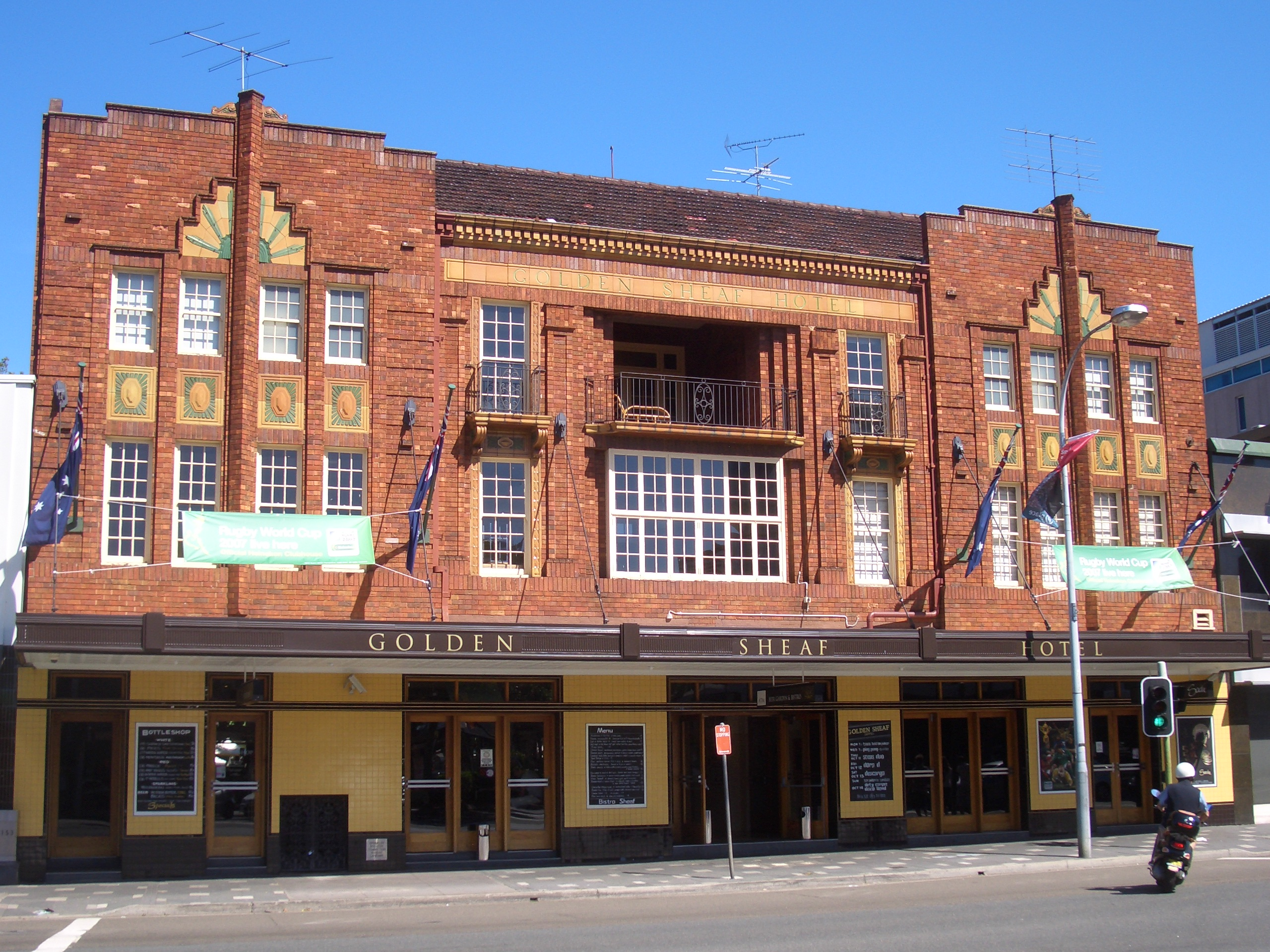
黃金麥穗酒店
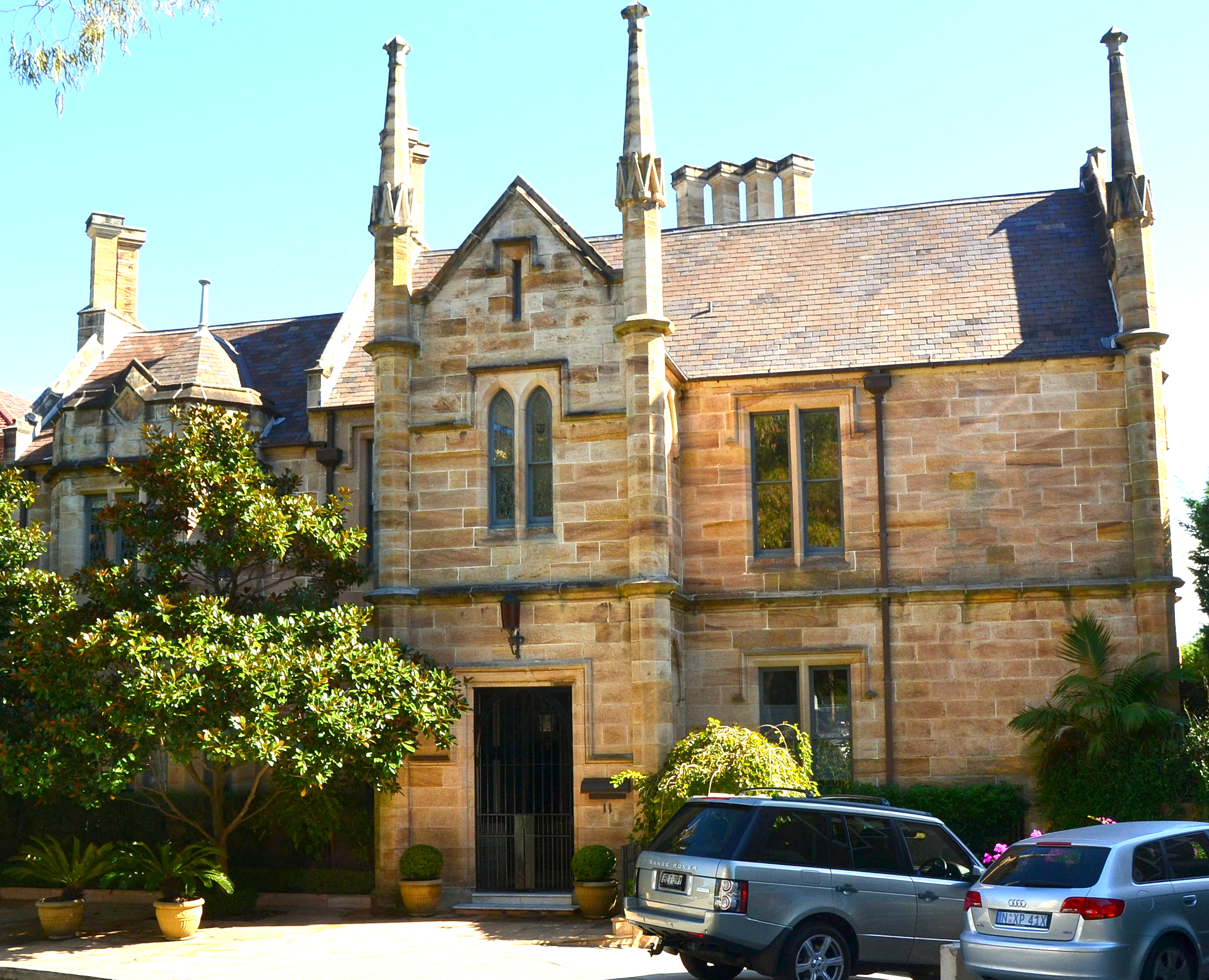
列入遺產名錄的Gladswood House（建於1856年）
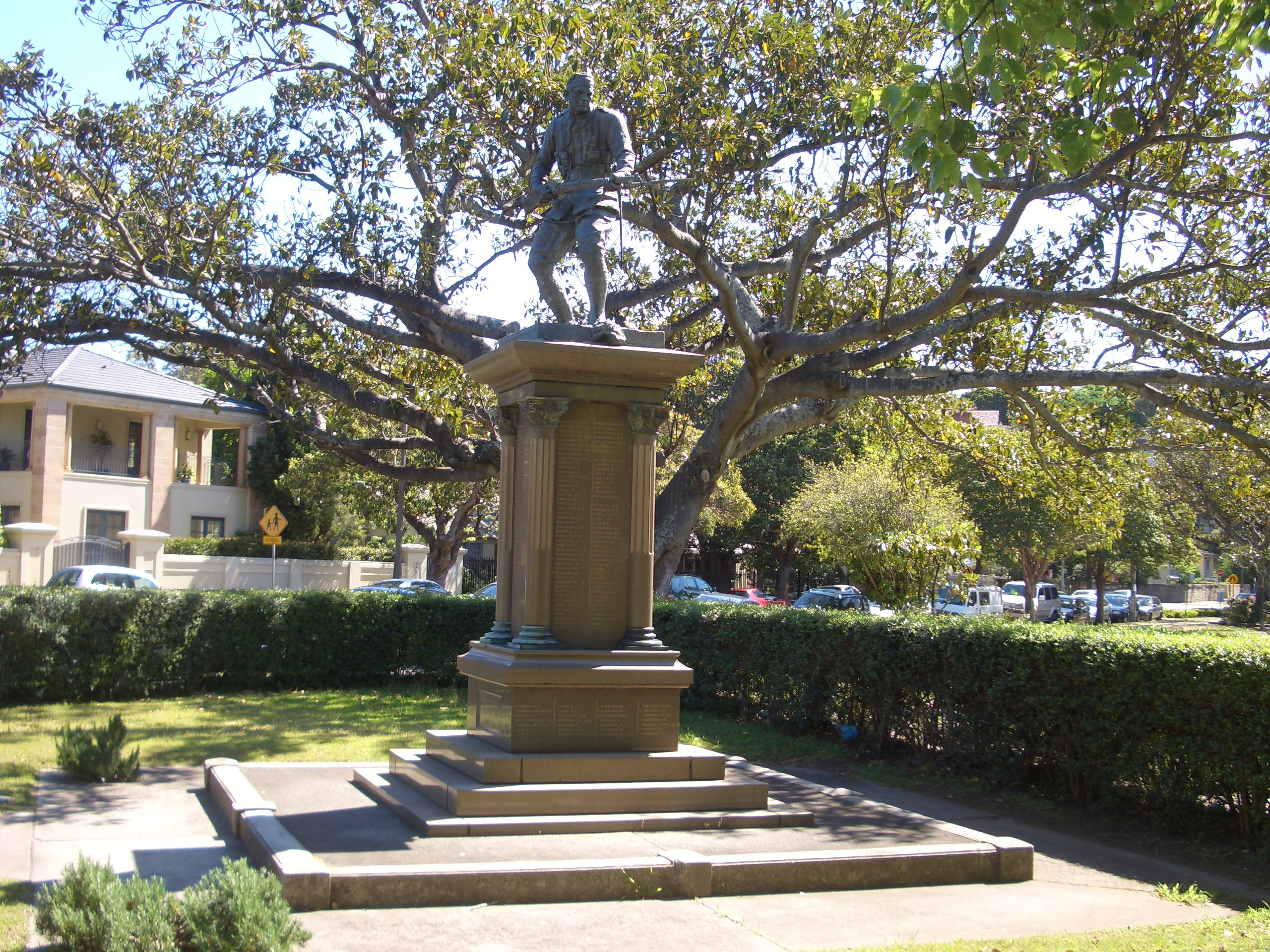
斯泰因公園的戰爭紀念碑